# 彼得羅阿薩鄉 (比霍爾縣)
46°35′30″N 22°33′20″E / 46.59167°N 22.55556°E
彼得羅阿薩鄉（羅馬尼亞語：Comuna Pietroasa, Bihor），是羅馬尼亞的鄉份，位於該國西北部，由比霍爾縣負責管轄，面積205平方公里，海拔高度411米，2007年人口3,311，人口密度每平方公里16人。